# Modivas
Modivas is een plaats (freguesia) in de Portugese gemeente Vila do Conde en telt 1899 inwoners (2001).